# Тамбора (район)
Тамбо́ра (індонез. Tambora) — один з 18 районів округу Біма провінції Західна Південно-Східна Нуса у складі Індонезії. Розташований у північно-західній частині. Адміністративний центр — село Лабухан-Кананга.
Населення — 7533 особи (2013; 7242 в 2012, 6602 в 2010).

## Адміністративний поділ
До складу району входять 10 сіл:
| Населений пункт           | Населення, осіб (2010) |
| ------------------------- | ---------------------- |
| Кавінда-Нає, село         | 1009                   |
| Кавінда-Тої, село         | 1058                   |
| Лабухан-Кананга, село     | 1593                   |
| Ої-Бура, село             | 782                    |
| Ої-Паніхі, село           | 475                    |
| Упт-Сорі-Паніхі СП1, село | 637                    |
| Упт-Сорі-Паніхі СП2, село | 242                    |
| Упт-Сорі-Паніхі СП3, село | 345                    |
| Упт-Сорі-Паніхі СП4, село | 259                    |
| Упт-Сорі-Паніхі СП5, село | 202                    |